# Tirumakūdal Narsipur
Tirumakūdal Narsipur är en ort i Indien.   Den ligger i distriktet Mysore och delstaten Karnataka, i den södra delen av landet, 1 800 km söder om huvudstaden New Delhi. Tirumakūdal Narsipur ligger 654 meter över havet och antalet invånare är 9 890.
Terrängen runt Tirumakūdal Narsipur är platt. Runt Tirumakūdal Narsipur är det ganska tätbefolkat, med 230 invånare per kvadratkilometer. Närmaste större samhälle är Bannūr, 14,1 km norr om Tirumakūdal Narsipur. Omgivningarna runt Tirumakūdal Narsipur är en mosaik av jordbruksmark och naturlig växtlighet.